# Потік Стрільця

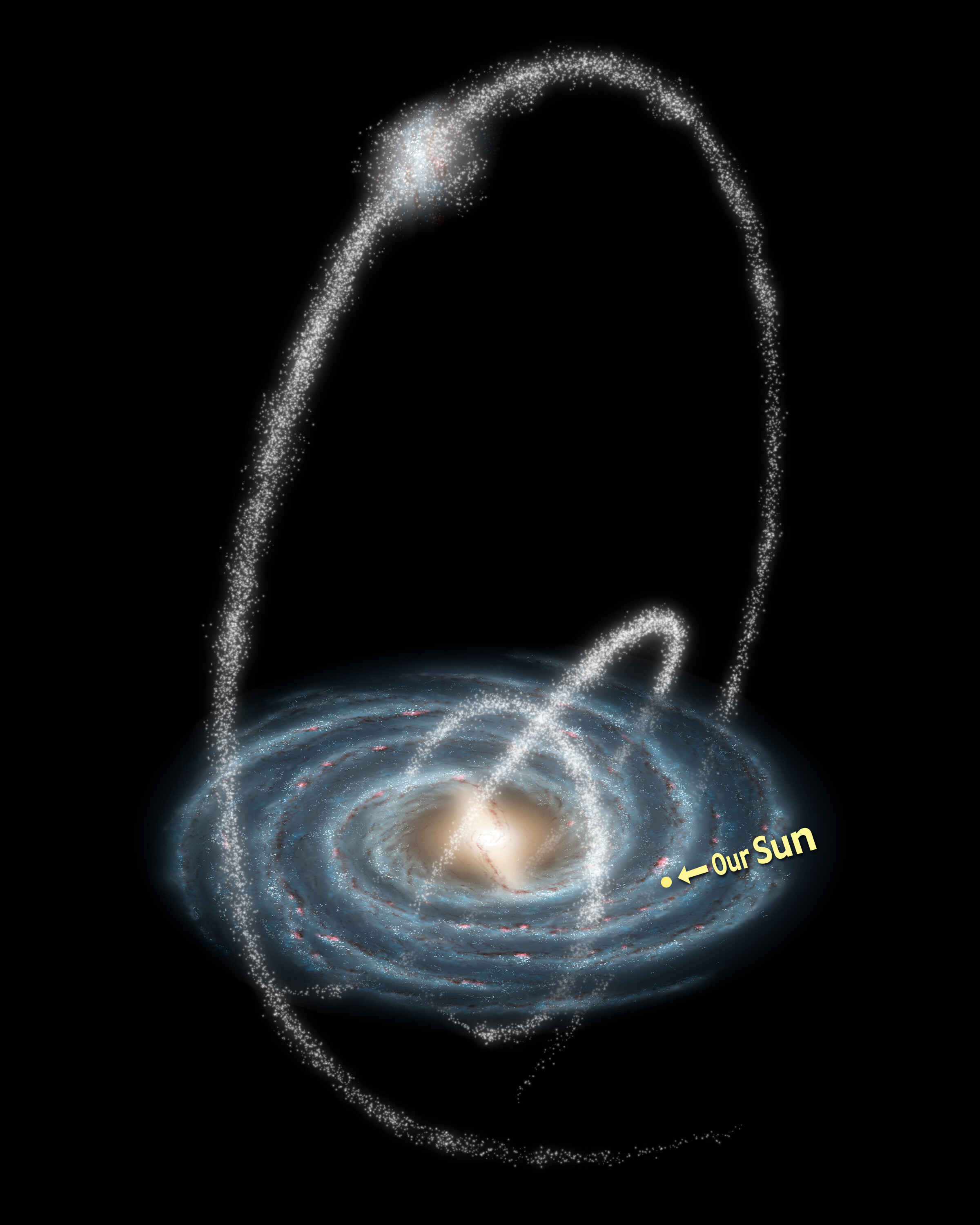
Зоряні потоки навколо Чумацького Шляху в уяві художника

Потік Стрільця (англ. Sagittarius Stream) — складна протяжна структура, що складається із зір і обертається навколо Чумацького Шляху практично полярною орбітою. До складу потоку входять зорі, відірвані припливними силами від карликової сфероїдальної галактики Стрільця, яка протягом кількох мільярдів років перебуває в процесі злиття з Чумацьким Шляхом.
Припущення про наявність цього зоряного потоку висловив 1995 року Дональд Лінден-Белл після аналізу розподілу кулястих скупчень у Чумацькому Шляху. Загальну структуру потоку виявили Ньюберг та ін. (2002) і Маєвський та ін. (2003) за даними оглядів 2MASS та SDSS.  2006 року Білокуров та ін. виявили, що потік Стрільця має дві гілки.